# 55477 Soroban
55477 Soroban este un asteroid din centura principală de asteroizi.

## Descriere
55477 Soroban este un asteroid din centura principală de asteroizi. A fost descoperit pe 18 octombrie 2001 la Shishikui de Hiroshi Maeno. El prezintă o orbită caracterizată de o semiaxă mare de 3,16 ua, o excentricitate de 0,20 și o înclinație de 2,8° în raport cu ecliptica.